# Мате Немеш
Мате Немеш (серб. Мате Немеш; нар. 21 липня 1993) — сербський борець греко-римського стилю, чемпіон та дворазовий бронзовий призер чемпіонатів світу, чемпіон Європи, бронзовий призер Європейських ігор, учасник Олімпійських ігор.

## Життєпис
Боротьбою почав займатися з 1998 року. У 2013 році став бронзовим призером чемпіонату Європи серед юніорів. У 2016 році здобув бронзову медаль чемпіонату Європи серед молоді.
Виступає за борцівський клуб міста Сента. Тренер — Зорго Ласло (з 1998).

## Спортивні результати на міжнародних змаганнях

### Виступи на Олімпіадах
| Змагання                    | Збірна | Вагова категорія                 | Місце |
| --------------------------- | ------ | -------------------------------- | ----- |
| Літні Олімпійські ігри 2020 | Сербія | греко-римська боротьба, до 67 кг | 13    |
| Літні Олімпійські ігри 2024 | Сербія | греко-римська боротьба, до 67 кг | 10    |

### Виступи на Чемпіонатах світу
| Змагання                        | Збірна | Вагова категорія                 | Місце  |
| ------------------------------- | ------ | -------------------------------- | ------ |
| Чемпіонат світу з боротьби 2017 | Сербія | греко-римська боротьба, до 66 кг | 11     |
| Чемпіонат світу з боротьби 2019 | Сербія | греко-римська боротьба, до 67 кг | Бронза |
| Чемпіонат світу з боротьби 2022 | Сербія | греко-римська боротьба, до 67 кг | Золото |
| Чемпіонат світу з боротьби 2023 | Сербія | греко-римська боротьба, до 67 кг | Бронза |

### Виступи на Чемпіонатах Європи
| Змагання                         | Збірна | Вагова категорія                 | Місце  |
| -------------------------------- | ------ | -------------------------------- | ------ |
| Чемпіонат Європи з боротьби 2018 | Сербія | греко-римська боротьба, до 67 кг | 13     |
| Чемпіонат Європи з боротьби 2019 | Сербія | греко-римська боротьба, до 67 кг | 5      |
| Чемпіонат Європи з боротьби 2020 | Сербія | греко-римська боротьба, до 67 кг | 7      |
| Чемпіонат Європи з боротьби 2021 | Сербія | греко-римська боротьба, до 67 кг | Золото |
| Чемпіонат Європи з боротьби 2024 | Сербія | греко-римська боротьба, до 72 кг | 16     |

### Виступи на Європейських іграх
| Змагання              | Збірна | Вагова категорія                 | Місце  |
| --------------------- | ------ | -------------------------------- | ------ |
| Європейські ігри 2015 | Сербія | греко-римська боротьба, до 71 кг | 14     |
| Європейські ігри 2019 | Сербія | греко-римська боротьба, до 67 кг | Бронза |

### Виступи на Всесвітніх іграх військовослужбовців
| Змагання                                | Збірна | Вагова категорія                 | Місце  |
| --------------------------------------- | ------ | -------------------------------- | ------ |
| Всесвітні ігри військовослужбовців 2019 | Сербія | греко-римська боротьба, до 67 кг | Бронза |

### Виступи на Середземноморських чемпіонатах
| Змагання                                     | Збірна | Вагова категорія                 | Місце  |
| -------------------------------------------- | ------ | -------------------------------- | ------ |
| Середземноморський чемпіонат з боротьби 2012 | Сербія | греко-римська боротьба, до 66 кг | 9      |
| Середземноморський чемпіонат з боротьби 2014 | Сербія | греко-римська боротьба, до 71 кг | Срібло |

### Виступи на інших змаганнях
| Змагання                                         | Збірна | Вагова категорія                 | Місце  |
| ------------------------------------------------ | ------ | -------------------------------- | ------ |
| Золотий Гран-прі з боротьби 2012 (Сомбатгей)     | Сербія | греко-римська боротьба, до 66 кг | 17     |
| Міжнародний турнір Любомира Івановича-Гедзи 2013 | Сербія | греко-римська боротьба, до 66 кг | 5      |
| Золотий Гран-прі з боротьби 2013 (Сомбатгей)     | Сербія | греко-римська боротьба, до 66 кг | 5      |
| Кубок Якоба Курбі 2013                           | Сербія | греко-римська боротьба, до 66 кг | 5      |
| Золотий Гран-прі з боротьби 2013 (Баку)          | Сербія | греко-римська боротьба, до 66 кг | 10     |
| Відкритий чемпіонат Загреба з боротьби 2014      | Сербія | греко-римська боротьба, до 71 кг | Золото |
| Золотий Гран-прі з боротьби 2014 (Сомбатгей)     | Сербія | греко-римська боротьба, до 66 кг | 16     |
| Золотий Гран-прі з боротьби 2014 (Баку)          | Сербія | греко-римська боротьба, до 71 кг | 12     |
| Золотий Гран-прі з боротьби 2014 (Баку)          | Сербія | вільна боротьба, до 70 кг        | 9      |
| Відкритий чемпіонат Загреба з боротьби 2015      | Сербія | греко-римська боротьба, до 66 кг | 5      |
| Гран-прі FILA 2015                               | Сербія | греко-римська боротьба, до 66 кг | 5      |
| Меморіал Іона Корнеану 2015                      | Сербія | греко-римська боротьба, до 66 кг | 5      |
| Гран-прі Загреба з боротьби 2016                 | Сербія | греко-римська боротьба, до 66 кг | Бронза |
| Гран-прі Угорщини з боротьби 2016                | Сербія | греко-римська боротьба, до 66 кг | 5      |
| Міжнародний турнір Любомира Івановича-Гедзи 2016 | Сербія | греко-римська боротьба, до 66 кг | Золото |
| Золотий Гран-прі з боротьби 2016                 | Сербія | греко-римська боротьба, до 66 кг | 11     |
| Гран-прі Загреба з боротьби 2017                 | Сербія | греко-римська боротьба, до 66 кг | Бронза |
| Гран-прі Угорщини з боротьби 2017                | Сербія | греко-римська боротьба, до 71 кг | Бронза |
| Міжнародний турнір Любомира Івановича-Гедзи 2017 | Сербія | греко-римська боротьба, до 71 кг | Срібло |
| Гран-прі Угорщини з боротьби 2018                | Сербія | греко-римська боротьба, до 67 кг | Бронза |
| Міжнародний турнір Любомира Івановича-Гедзи 2018 | Сербія | греко-римська боротьба, до 67 кг | Бронза |
| Меморіал Іона Корнеану і Ладислава Сімона 2018   | Сербія | греко-римська боротьба, до 67 кг | Золото |
| Клубний чемпіонат світу з боротьби 2018          | Сербія | команда                          | 8      |
| Гран-прі Загреба з боротьби 2019                 | Сербія | греко-римська боротьба, до 72 кг | 5      |
| Гран-прі Угорщини з боротьби 2019                | Сербія | греко-римська боротьба, до 67 кг | Бронза |
| Міжнародний турнір Любомира Івановича-Гедзи 2019 | Сербія | греко-римська боротьба, до 67 кг | Срібло |
| Турнір Г. Картозія і В. Балавадзе 2019           | Сербія | греко-римська боротьба, до 67 кг | 9      |
| Чемпіонат Сербії з боротьби 2020                 | Сербія | греко-римська боротьба, до 72 кг | Золото |
| Турнір Дана Колова — Николи Петрова 2021         | Сербія | греко-римська боротьба, до 67 кг | Бронза |
| Турнір Ібрагіма Мустафи 2021                     | Сербія | греко-римська боротьба, до 72 кг | Золото |
| Кубок Владислава Пітласинські 2022               | Сербія | греко-римська боротьба, до 67 кг | Бронза |
| Міжнародний турнір Любомира Івановича-Гедзи 2022 | Сербія | греко-римська боротьба, до 67 кг | Золото |
| Тор Мастерс 2023                                 | Сербія | греко-римська боротьба, до 67 кг | 9      |
| Кубок Владислава Пітласинські 2023               | Сербія | греко-римська боротьба, до 67 кг | Срібло |
| Кубок Владислава Пітласинські 2024               | Сербія | греко-римська боротьба, до 67 кг | 8      |

### Виступи на змаганнях молодших вікових груп
| Змагання                                       | Збірна | Вагова категорія                 | Місце  |
| ---------------------------------------------- | ------ | -------------------------------- | ------ |
| Чемпіонат Європи з боротьби серед кадетів 2008 | Сербія | греко-римська боротьба, до 50 кг | 16     |
| Чемпіонат Європи з боротьби серед кадетів 2009 | Сербія | греко-римська боротьба, до 54 кг | 5      |
| Чемпіонат Європи з боротьби серед кадетів 2010 | Сербія | греко-римська боротьба, до 58 кг | 19     |
| Чемпіонат Європи з боротьби серед юніорів 2011 | Сербія | греко-римська боротьба, до 60 кг | 17     |
| Чемпіонат Європи з боротьби серед юніорів 2012 | Сербія | греко-римська боротьба, до 66 кг | 24     |
| Відкритий чемпіонат Австрії серед юніорів 2013 | Сербія | греко-римська боротьба, до 66 кг | Срібло |
| Чемпіонат Європи з боротьби серед юніорів 2013 | Сербія | греко-римська боротьба, до 66 кг | Бронза |
| Чемпіонат світу з боротьби серед юніорів 2013  | Сербія | греко-римська боротьба, до 66 кг | 16     |
| Чемпіонат Європи з боротьби серед молоді 2016  | Сербія | греко-римська боротьба, до 66 кг | Бронза |